# Theodor Guschlbauer
Theodor Guschlbauer (* 14. April 1939 in Wien) ist ein österreichischer Dirigent.

## Leben
Theodor Guschlbauer studierte am Wiener Konservatorium, das ihm 1959 das Diplom als Dirigent verlieh. Prägende Lehrmeister waren allen voran Hans Swarowsky, ferner Lovro von Matačić und Herbert von Karajan.
Sein erstes bedeutendes Engagement erhielt er 1961 am Wiener Barockensemble, an dessen Spitze er bis 1969 stand. Parallel dazu leitete er ab 1964 den Chor der Wiener Volksoper, anschließend übernahm er ab 1966 die Position des ersten Kapellmeisters am Salzburger Landestheater. Seine ersten beruflichen Schritte in Frankreich unternahm Theodor Guschlbauer 1969 in Lyon, wo er zunächst als erster Kapellmeister tätig war, bevor er 1971 zum Opernchef aufstieg.
1975 wurde Theodor Guschlbauer als zweiter Kapellmeister nach Wien an die Staatsoper zurückberufen. Überdies nahm er gleichzeitig das Engagement als Generalmusikdirektor in Linz sowie als Leiter des Bruckner-Orchesters an, mit dem er über viele Jahre verbunden blieb und bei dem er zuletzt 2009 Gastdirigent wirkte. 1983 kehrte der Dirigent nach Frankreich zurück und prägte die Musikszene des Elsass 14 Jahre lang als Dirigent der Straßburger Philharmoniker und als Musikdirektor an der Opéra du Rhin. Von 1997 bis 2001 leitet er die Staatsphilharmonie Rheinland-Pfalz in Ludwigshafen am Rhein.
2001 entschloss sich der damals 62-jährige Theodor Guschlbauer, von nun an als freischaffender Dirigent mit namhaften Orchestern zusammenzuarbeiten u. a. mit den Wiener, Münchner, Londoner und Straßburger Philharmonikern; den Symphonieorchestern in Berlin, London, der RAI und des Bayerischen Rundfunks; den Orchestern der Mailänder Scala, der römischen Akademie Santa Cecilia, der romanischen Schweiz und in Paris sowie dem Gewandhausorchester in Leipzig. Ein weiterer Schwerpunkt seiner Arbeit lag neben Europa in den letzten Jahren in Japan. Seit 2017 leitet er den Choeur Philharmonique de Strasbourg.
Zu den Festspielen, bei denen Theodor Guschlbauer häufig zu Gast ist, zählen Salzburg, Aix-en-Provence, Orange, Verona, Luzern, Montreux, Bregenz, Oxford. Außerdem wirkte er beim Flandern-Festival, beim Prager Frühling, beim Chopin-Festival in Warschau und beim Maggio Musicale Fiorentino mit und dirigiert an den Opernhäusern von Wien, Hamburg, München, Köln, Paris, Zürich, Genf, Brüssel, Lissabon und gelegentlich auch wieder an der Opéra du Rhin.
Theodor Guschlbauers Repertoire umfasst etwa 100 Operntitel sowie eine große Anzahl symphonischer Werke. Er war an über 60 Aufzeichnungen beteiligt.
Seine Leidenschaft für klassische Musik teilt er mit seiner Frau. Er hat eine Tochter und einen Sohn. Seit 1983 ist Straßburg sein Hauptwohnsitz.

## Auszeichnungen
- 1996: Ehren-„Victoire“ für sein Wirken an der „Opéra du Rhin“ und bei den Straßburger Philharmonikern
- 1997: Aufnahme als Ritter in die französische Ehrenlegion für sein musikalisches Engagement in Frankreich
- 2001: Peter-Cornelius-Plakette des Landes Rheinland-Pfalz
- Österreichisches Ehrenkreuz für Wissenschaft und Kunst
- Berufstitel Generalmusikdirektor
- Prix d’Honneur der Fondation Alsace
- Mozart-Preis der Goethe-Stiftung Basel
- Grand Prix du Disque für seine zahlreichen Platteneinspielungen in Frankreich